# James S. A. Corey

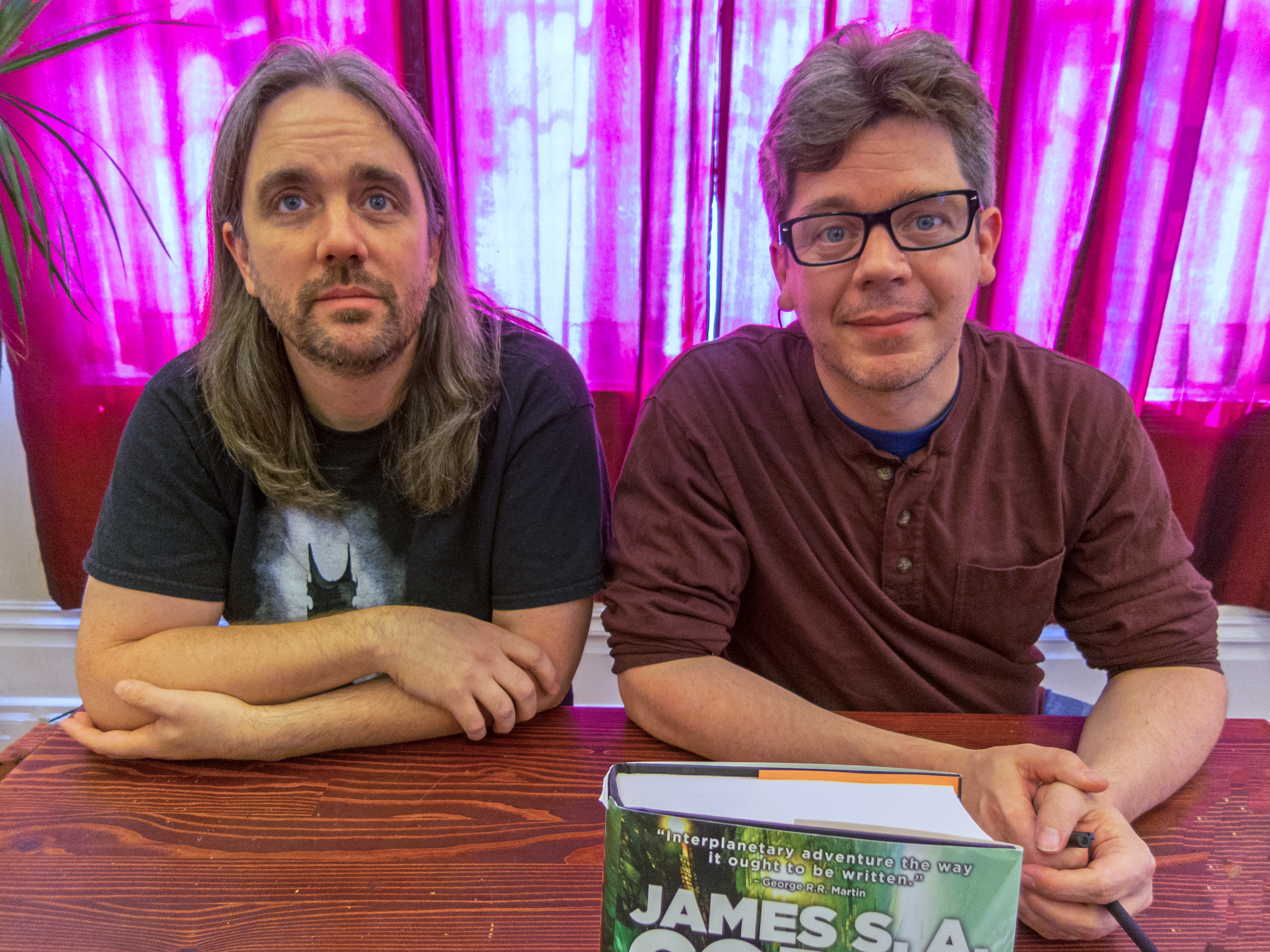
Franck (links) und Abraham, 2014

James S. A. Corey (in deutschsprachigen Medien meist nur James Corey) ist das gemeinsame Pseudonym der beiden Science-Fiction-Schriftsteller Daniel James Abraham und Ty Corey Franck. Der Vor- und Nachname stammen von Abrahams bzw. Francks zweiten Vornamen, die Mittelinitialen wiederum von Abrahams Tochter.

## Werke
Unter diesem sogenannten pen name veröffentlichten Abraham und Franck Leviathan Wakes, den ersten Roman der sogenannten „The Expanse“-Reihe, worauf auch eine Fernsehserie The Expanse mit bisher (2021) sechs Staffeln basiert. Leviathan Wakes war für den Hugo Award for Best Novel 2012 und den Locus Award for Best Science Fiction Novel 2012 nominiert. Die Autoren veröffentlichen jedes Jahr einen weiteren Roman aus der Serie. Der dritte Roman Abaddon’s Gate wurde mit dem Locus Award for Best Science Fiction Novel 2014 ausgezeichnet. Der Verlag Orbit Books verpflichtete Abraham und Franck für insgesamt neun Bände der Expanse-Reihe.
- Leviathan Wakes, 2011,  ISBN 978-1-84149-989-5, Orbit

Leviathan erwacht, 2012, ISBN 978-3-453-52931-1
- Caliban’s War, 2012, ISBN 978-1-84149-991-8, Orbit

Calibans Krieg, 2013, ISBN 978-3-453-52929-8
- Abaddon’s Gate, 2013, ISBN 978-1-84149-993-2, Orbit

Abaddons Tor, 2014, ISBN 978-3-453-52930-4
- Cibola Burn, 2014, ISBN 978-0-356-50419-3, Orbit

Cibola brennt, 2015, ISBN 978-3-453-31654-6
- Nemesis Games, 2015, ISBN 978-0-356-50425-4, Orbit

Nemesis-Spiele, 2016, ISBN 978-3-453-31656-0
- Babylon’s Ashes, 2016, ISBN 978-0-356-50429-2, Orbit

Babylons Asche, 2017, ISBN 978-3-453-31655-3
- Persepolis Rising, 2017, ISBN 978-0-356-51031-6, Orbit

Persepolis erhebt sich, 2019, ISBN 978-3-453-31942-4
- Tiamat's Wrath, 2019, ISBN 978-0-316-33287-3, Orbit

Tiamats Zorn, 2020, ISBN 978-3-453-31943-1
- Leviathan Falls, 2021, ISBN 978-0-316-33291-0, Orbit

Leviathan fällt, 2022, ISBN 978-3-453-31944-8
Ähnlich wie andere Autoren in den letzten Jahren, veröffentlichten sie zwischen den Romanen kürzere Werke in der Serie, die alle im Expanse-Universum spielen:
- The Butcher of Anderson Station, Oktober 2011, als E-Book

Der Schlächter der Anderson-Station, 2017, E-Book. ISBN 978-3-641-22358-8
- Gods of Risk, September 2012, als E-Book.[5]

Der Gott des Risikos, 2017, E-Book. ISBN 978-3-641-22359-5
- Drive, November 2012, als Teil der Edge of Infinity-Trilogie[6]

Antrieb, 2024, in Das Protomolekül
- The Churn, 29. April 2014[7]

Der Mahlstrom, 2017, E-Book. ISBN 978-3-641-22360-1
- The Vital Abyss, 15. Oktober 2015[8]

Der letzte Abgrund, 2024, in Das Protomolekül
- Strange Dogs, 18. Juli 2017.[9]

Seltsame Hunde, 2024, in Das Protomolekül
- The Last Flight of the Cassandra, März 2019, Kurzgeschichte im Regelbuch des „The Expanse“ Rollenspiels
- Auberon, 12. November 2019.[10]

Auberon, 2024, in Das Protomolekül
- The Sins of Our Fathers, 15. März 2022, Kurzgeschichte in Memory’s Legion

Die Schuld unserer Väter, 2024, in Das Protomolekül
Acht Erzählungen wurden 2022 gemeinsam unter dem Titel Memory’s Legion: The Complete Expanse Story Collection. (ISBN 978-0-316-66919-1) veröffentlicht.
Das Protomolekül, Heyne, 2022, ISBN 978-3-453-32203-5
Antrieb.
Der Schlächter der Anderson-Station.
Der Gott des Risikos.
Der Mahlstrom.
Der letzte Abgrund.
Seltsame Hunde.
Auberon.
Die Schuld unserer Väter.
Nicht im Expanse-Universum spielen der Star-Wars-Roman Honor Among Thieves (Random House, 2014) und die Kurzgeschichte A Man Without Honor, erschienen in der Old-Mars-Anthologie von George R. R. Martin. Unter dem Titel The Captive's War erscheint unter dem Namen James S. A. Corey seit 2024 eine neue Buchreihe. 
- The Mercy of Gods, 2024, ISBN 978-0-356-51780-3, Orbit

Die Gnade der Götter - The Captive's War, 2024, ISBN 978-3-453-27470-9